# ミャンマーの国家顧問
ミャンマーの国家顧問（ミャンマーのこっかこもん、ビルマ語: နိုင်ငံတော်၏ အတိုင်ပင်ခံပုဂ္ဂိုလ်、英語: State Counsellor of Myanmar）は、かつてミャンマー政府に存在した役職の一つ。2011年に廃止された首相職と類似した役割を担うポストとされており、日本政府の外務省は「国家最高顧問」と訳している。
2021年の軍事クーデター以降は空席となっており、クーデター勢力は同年2月19日に本ポストを事実上消滅させる一方、反クーデター勢力は本ポストを名目上存続させている（後述）。

## 歴史

### 創設の経緯
アウンサンスーチー率いる国民民主連盟（NLD)は、2015年11月に行われた総選挙で地滑り的な勝利を収めたが、彼女の亡き夫マイケル・アリスと二人の息子が外国籍（イギリス国籍）を持っているため、2008年憲法の規定で大統領に就任することができなかった。当初、アウンサンスーチーは新政権において役職に就かないという報道もなされたが、結局は政権におけるさらなる権限を与えるため「国家顧問」という役職を新たに設置し、アウンサンスーチーが就任することとなった。
国家顧問の役職を創設するための法案は2016年4月1日に民族代表院（上院）、4月5日に人民代表院（下院）で可決され、4月6日にティンチョー大統領が署名し成立した。審議の過程では議会の4分の1を占める軍人議員を中心に憲法違反との批判もあったが、与党NLDの賛成多数で可決された。

### 2021年のクーデター以降
2021年2月1日にクーデター（2021年ミャンマークーデター）が起きると、ミャンマー軍がアウンサンスーチーを軟禁状態に置いたため、国家顧問職は事実上空席となった。その後、軍が主導する統治機構・国家行政評議会（国家統治評議会）は2月19日付で国家顧問府の廃止を決定し、これに伴い国家顧問職も事実上廃止となった。
だが一方で、国民民主連盟が主導する連邦議会代表委員会（CRPH）は国家顧問職の存続を主張し、2月9日には国家顧問法施行によってアウンサンスーチーの任期を延長した他、3月9日には臨時内閣の副大統領代行に選出された民族代表院（上院）前議長のマン・ウィン・カイン・タンが国家顧問職を代行すると宣言した。その後、4月16日に発足した国民統一政府（NUG）は「連邦民主憲章（英語: Federal Democracy Charter、ビルマ語: ဖက်ဒရယ်ဒီမိုကရေစီ ပဋိညာဉ်）」の規定に基づいて首相職と国家顧問職を併設し、アウンサンスーチーを国家顧問とする人事を発表した。だが、アウンサンスーチーの身柄が依然としてミャンマー軍に拘束されているため、NUGの国家顧問は名目のみの役職となっている。

## 役割と責任
国家顧問は、予算や必要に応じた会議を招集することができ、議会運営に関して助言する責務を負う。
行政のあらゆる分野を仕事の範疇とすることができ、また大統領と議会の調整役として機能するため、その役割は首相に似ている。ミャンマーでは連邦議会の議員が閣僚に就任した場合、憲法の規定で閣僚と連邦議会議員との兼職が禁じられているため、連邦議会の議員職を自動的に失職することになるが、国家顧問になることにより引き続き立法への参加が可能となる。
任期は大統領と同じ5年間。現職の大統領と等しい期間、その職務にあたる。

## 歴代の国家顧問
2021年ミャンマークーデター以降の状況については、国家行政評議会、連邦議会代表委員会（CRPH）及び国民統一政府（NUG）の状況をそれぞれ併記する。
| 代                                                         | 肖像 | 氏名 (生没年)                          | 在職日数                               | 在職日数                               | 在職日数                               | 所属政党                               | 内閣                                   | 内閣                                   | 大統領                                 | 連邦議会                               |
| 代                                                         | 肖像 | 氏名 (生没年)                          | 就任日                                 | 退任日                                 | 在職日数                               | 所属政党                               | 内閣                                   | 内閣                                   | 大統領                                 | 連邦議会                               |
| ミャンマー連邦共和国（クーデター以前）                     | ミャンマー連邦共和国（クーデター以前）                                                                    | ミャンマー連邦共和国（クーデター以前） | ミャンマー連邦共和国（クーデター以前） | ミャンマー連邦共和国（クーデター以前） | ミャンマー連邦共和国（クーデター以前） | ミャンマー連邦共和国（クーデター以前） | ミャンマー連邦共和国（クーデター以前） | ミャンマー連邦共和国（クーデター以前） | ミャンマー連邦共和国（クーデター以前） | ミャンマー連邦共和国（クーデター以前） |
| ---------------------------------------------------------- | --- | -------------------------------------- | -------------------------------------- | -------------------------------------- | -------------------------------------- | -------------------------------------- | -------------------------------------- | -------------------------------------- | -------------------------------------- | -------------------------------------- |
| 1                                                          | | アウンサンスーチー (1945年 – )         | 2016年4月6日                           | 2021年2月1日                           | 4年 + 301日                            | 国民民主連盟                           | I                                      | NLD                                    | ティンチョー ウィンミン                | 1 (2015)                               |
| 1                                                          | 外務大臣と大統領府大臣、国民民主連盟党首を兼務。                                                          | アウンサンスーチー (1945年 – )         |                                        |                                        |                                        |                                        |                                        |                                        |                                        |                                        |
| ミャンマー連邦共和国（国家行政評議会）                     | |                                        |                                        |                                        |                                        |                                        |                                        |                                        |                                        |                                        |
| 空席（2021年2月1日-2月19日）                               | |                                        |                                        |                                        |                                        |                                        |                                        |                                        |                                        |                                        |
| 国家顧問ポスト廃止（2021年2月19日-現在）                   | |                                        |                                        |                                        |                                        |                                        |                                        |                                        |                                        |                                        |
| ミャンマー連邦共和国（連邦議会代表委員会及び国民統一政府） | |                                        |                                        |                                        |                                        |                                        |                                        |                                        |                                        |                                        |
| 臨時内閣樹立までの準備期間（2021年2月1日-3月2日）          | |                                        |                                        |                                        |                                        |                                        |                                        |                                        |                                        |                                        |
| 1                                                          | | アウンサンスーチー (1945年 – )         | 2021年3月2日                           | 現職（名目上）                         | 4年 + 101日                            | 国民民主連盟                           | I                                      | 臨時政府                               | ウィンミン（名目上）                   | 1 (2020)                               |
| 1                                                          | 在職日数は臨時内閣の期間を含む。 クーデター以降ミャンマー軍に身柄を拘束されており、名目上の就任に留まる。 |                                        |                                        |                                        |                                        |                                        |                                        |                                        |                                        |                                        |
| 代行                                                       | | マン・ウィン・カイン・タン (1952年 – ) | 2021年3月9日                           | 2021年4月16日                          | 38日                                   | 国民民主連盟                           | I                                      | 臨時政府                               | 本人（代行）                           | 1 (2020)                               |
| 代行                                                       | 臨時内閣における人事。 国民統一政府樹立までの間、アウンサンスーチーに代り職務を代行。                     | マン・ウィン・カイン・タン (1952年 – ) |                                        |                                        |                                        |                                        |                                        |                                        |                                        |                                        |